# Prednimustine
Prednimustine, được bán dưới tên thương hiệu Mostarina và Sterecyst, là một loại thuốc được sử dụng trong hóa trị liệu trong điều trị bệnh bạch cầu và u lympho. Nó là ester được hình thành từ hai loại thuốc khác là prednison và chlorambucil. Hiếm khi, nó đã được liên kết với myoclonus.